# アキヒト・フツナ
アキヒト・フツナ (Akihito futuna) とは、ハゼ科アキヒト属に属する魚類の一種。

## 概要
2008年に、Philippe Keith、Gérard Marquet、Ronald E. Watsonによって発見された。3人は、2007年にも本種と同じアキヒト属のアキヒト・バヌアツ (Akihito vanuatu) を発見してアキヒト属を記載しており、これで本種はアキヒト属に属する2種目のハゼとなった。
学名の属名 "Akihito" はハゼの研究者としても知られている日本の第125代天皇明仁に対する献名であり、種小名 "futuna" は発見場所のウォリス・フツナに由来している。また、これに由来し、英名では "Futuna's emperor" と呼ばれている。

## 生態
生態は、その個体数の少なさから調査が進んでおらず詳細は不明である。2011年の調査では、3調査日でわずか20個体しか採集できなかったという記録もある。この少なさと生息地の環境の変化から、レッドリストでは絶滅寸前B1abに分類されている。
ウォリス・フツナのフツナ島を流れる長さ約5km、面積約12km2の川に生息している淡水生のハゼであり、生息地の川では標高40mから800mの地点で発見されている。体長は2.9cmから6.0cmと小さい。基本的には底生性であるが、常にそうであるわけではない。水温は20℃程度を好むことが推定されている。食性は研究されていないが、解剖した結果ではヌマエビ科の甲殻類や水生昆虫を食べていることが判明している。
発見当時は6か所の川に生息していたことが確認されていたが、2011年の調査ではそのうちの1か所のみで発見された。フツナ島ではタロイモ栽培のためのダム建設が進められているが、2011年の調査で生息が唯一確認された川は、ダムが建設されていなかった。これは、幼体の移動をダムが遮断してしまったためではないかと推定されている。また、タロイモ栽培による水温の変化の影響も考えられる。この場所において保護するための規定は特に設けられていないが、ダムに魚が通る通路を設けるなどの河川環境保護の措置が緊急に必要な状態であるとされている。逆に、フツナ島にある他の川の調査は進んでいないため、別の場所に生息している可能性は残っている。